# Pulau Telaga Besar
Pulau Telaga Besar är en ö i Indonesien.   Den ligger i provinsen Sulawesi Tenggara, i den centrala delen av landet, 1 700 km öster om huvudstaden Jakarta. Arean är 8,7 kvadratkilometer.
Terrängen på Pulau Telaga Besar är platt. Öns högsta punkt är 112 meter över havet. Den sträcker sig 3,8 kilometer i nord-sydlig riktning, och 7,8 kilometer i öst-västlig riktning.